# Podocarpus glaucus
Podocarpus glaucus är en barrträdart som beskrevs av Foxw. Podocarpus glaucus ingår i släktet Podocarpus och familjen Podocarpaceae. IUCN kategoriserar arten globalt som livskraftig. Inga underarter finns listade i Catalogue of Life.